# Лагздынь, Гайда Рейнгольдовна
Га́йда Рейнго́льдовна Ла́гздынь (1 августа 1930, Ленинград — 5 апреля 2022, Тверь) — советская и российская детская поэтесса и прозаик. Член Союза писателей СССР (1980). Член Союза писателей России.

## Биография
Родилась в Ленинграде в семье латышского рабочего. В 1937 году отец был репрессирован, и семью выслали в город Калинин (Тверь). В Калинине окончила педагогический институт. Жила и работала в Твери, руководила детским театром, более 30 лет преподавала биологию и химию в школе. Впервые стихи Гайды Лагздынь были опубликованы в декабре 1966 года, первая книга вышла в 1975 году.
Произведения публиковались в журналах «Весёлые картинки», «Костёр», «Мурзилка». Автор более 125 поэтических и прозаических книг, изданных общим тиражом более 11 млн экземпляров.
Произведения переведены на азербайджанский, белорусский, венгерский, удмуртский, узбекский, украинский языки.

## Книги
- Собрались в кружок подружки : Стихи. [Для дошкол. возраста] / Гайда Лагздынь; Рис. Д. Хайкина. — М. : Дет. лит., 1982. — 24 с. : цв. ил.; 27 см.
- Нам светит солнце ласково : Рассказы и стихи : [Для дошк. возраста] / Гайда Лагздынь; Рис. М. Федоровской. — М. : Дет. лит., 1986. — 30,[2] с. : цв. ил.; 21 см.
- Тепики-тепики : [Стихи Для дошк. возраста] / Гайда Лагздынь; [Худож. Н. Барботченко]. — М. : Малыш, 1983. — [18] с. : цв. ил.; 27 см.
- Мой любимый малыш [Текст] : стихи : [для дошкольного возраста] / Гайда Лагздынь; худож. Ирина Чекмарёва. — Москва : Дрофа-Плюс, 2012. — 79 с. : цв. ил.; 27 см; ISBN 978-5-9555-1561-8
- Мой любимый малыш [Текст] : стихи : [для дошкольного возраста] / Гайда Лагздынь; худож. Ирина Чекмарёва. — Москва : Дрофа-Плюс, 2013. — 79 с. : цв. ил.; 27 см. — (Серия «Моя книжная полка»).; ISBN 978-5-9555-1576-2
- Я говорю правильно : [для детей старшего дошкольного возраста] / Г. Р. Лагздынь. — Москва : Мир книги, 2008. — 48 с.; 27 см. — (Школа раннего развития).; ISBN 978-5-486-02148-0
- Логопедическая азбука. 3—6 лет [Текст] : [учебно-методическое пособие : для чтения взрослыми детям] / Г. Р. Лагздынь. — Москва : Карапуз, 2010. — 64 с. : цв. ил.; 29 см. — (Развитие речи).; ISBN 978-5-8403-1464-7

## Награды
- Медаль ордена «За заслуги перед Отечеством» II степени (21 августа 2020 года) — за большой вклад в развитие отечественной культуры и искусства, многолетнюю плодотворную деятельность[3].
- Лауреат II Всесоюзного конкурса на лучшую детскую книгу Госкомиздата и Союза писателей СССР — за книгу «Послушный зайчонок» (художник — А. Райхштейн).

## Ссылки

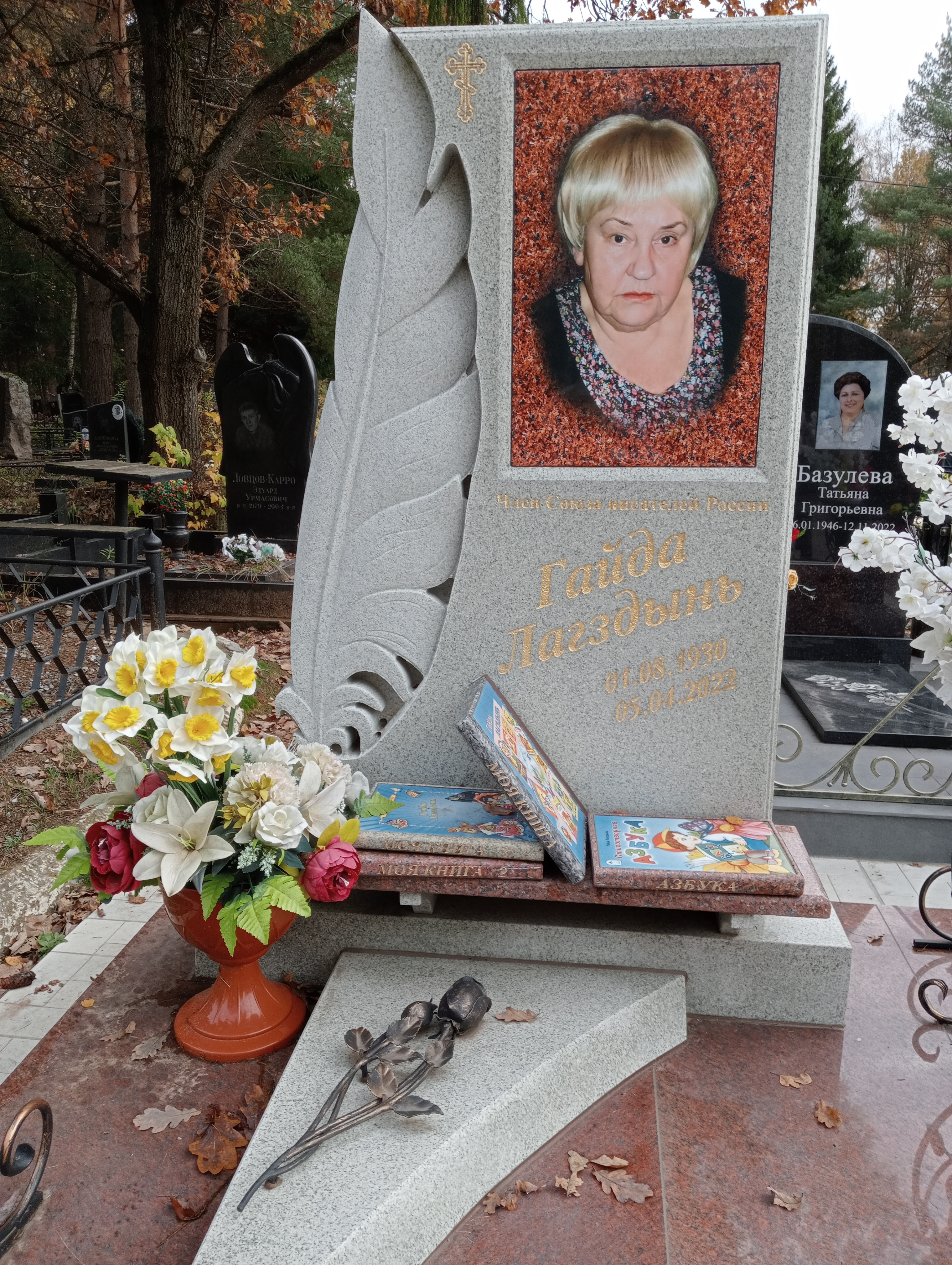
Могила Г.Р.Лагздынь на Дмитрово-Черкасском кладбище